# Barbara Carroll

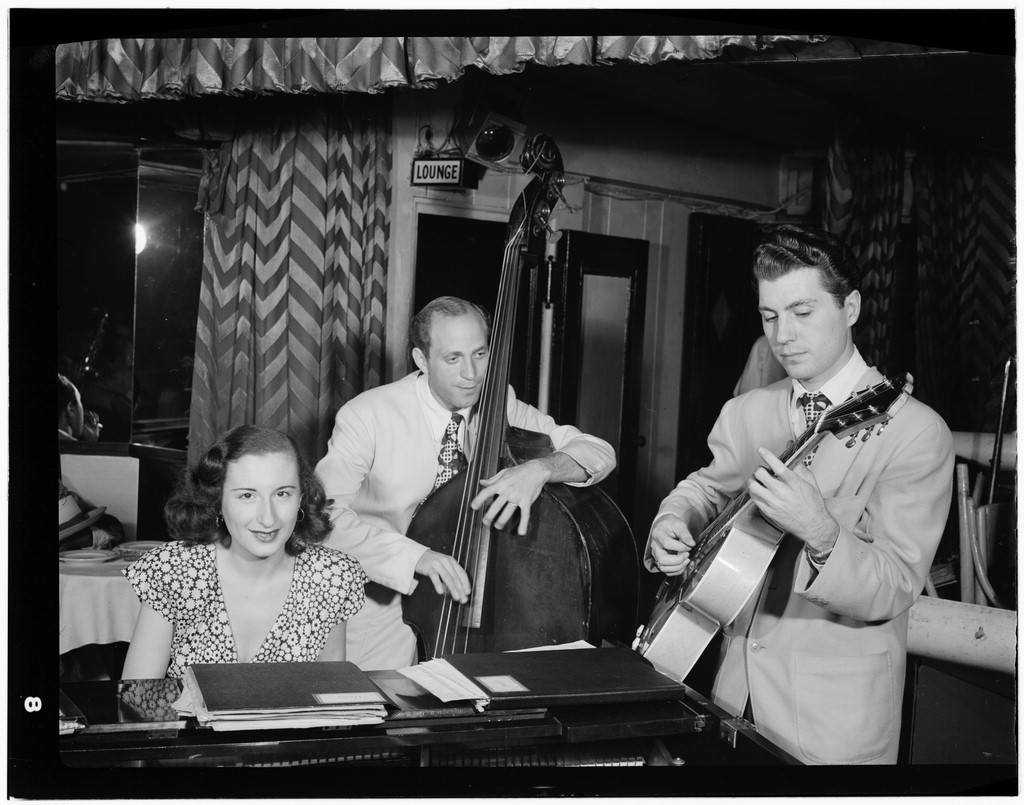
Barbara Carroll (links) mit Bassist Clyde Lombardi und Gitarrist Chuck Wayne. Downbeat, NYC, 1947. Fotografie von William P. Gottlieb.

Barbara Carroll, geboren als Barbara Carole Coppersmith, (* 25. Januar 1925 in Worcester, Massachusetts; † 11. Februar 2017 in Manhattan, New York City) war eine amerikanische Jazz-Pianistin und Sängerin.

## Leben und Wirken
Carroll begann mit fünf Jahren Klavier zu spielen und nahm ab dem achten Lebensjahr klassischen Klavierunterricht. Schon auf der High School begann sie sich am Jazz, speziell dem damals aktuellen Bebop, zu orientieren und spielte neben ihrem Studium am New England Conservatory of Music nachts in einer Band im Raum Boston. Mit ihrem All Girls-Trio spielte sie auch auf einer Tour in den Camps der US-Army in New England. 1947 ging sie nach New York City, wo sie von Leonard Feather protegiert wurde. Mit eigenem Trio trat sie in Clubs der 52. Street in New York City auf, teilweise unter männlichem Namen (Bobbie Carroll), um Vorurteile von Clubbesitzern zu umgehen. 1949 trat sie regelmäßig im „Tin Pan Alley“-Club auf, wo sie Tony Bennett kennenlernte, mit dem sie eine lebenslange Freundschaft pflegte. Zu ihrem Trio gehörten Chuck Wayne (Gitarre) und Clyde Lombardi (Bass), 1949 ersetzt durch Charlie Byrd (Gitarre) und Joe Shulman (Bass). 1948 spielte ihr Trio Aufnahmen gemeinsam mit Benny Goodman, Stan Hasselgård und Wardell Gray ein.

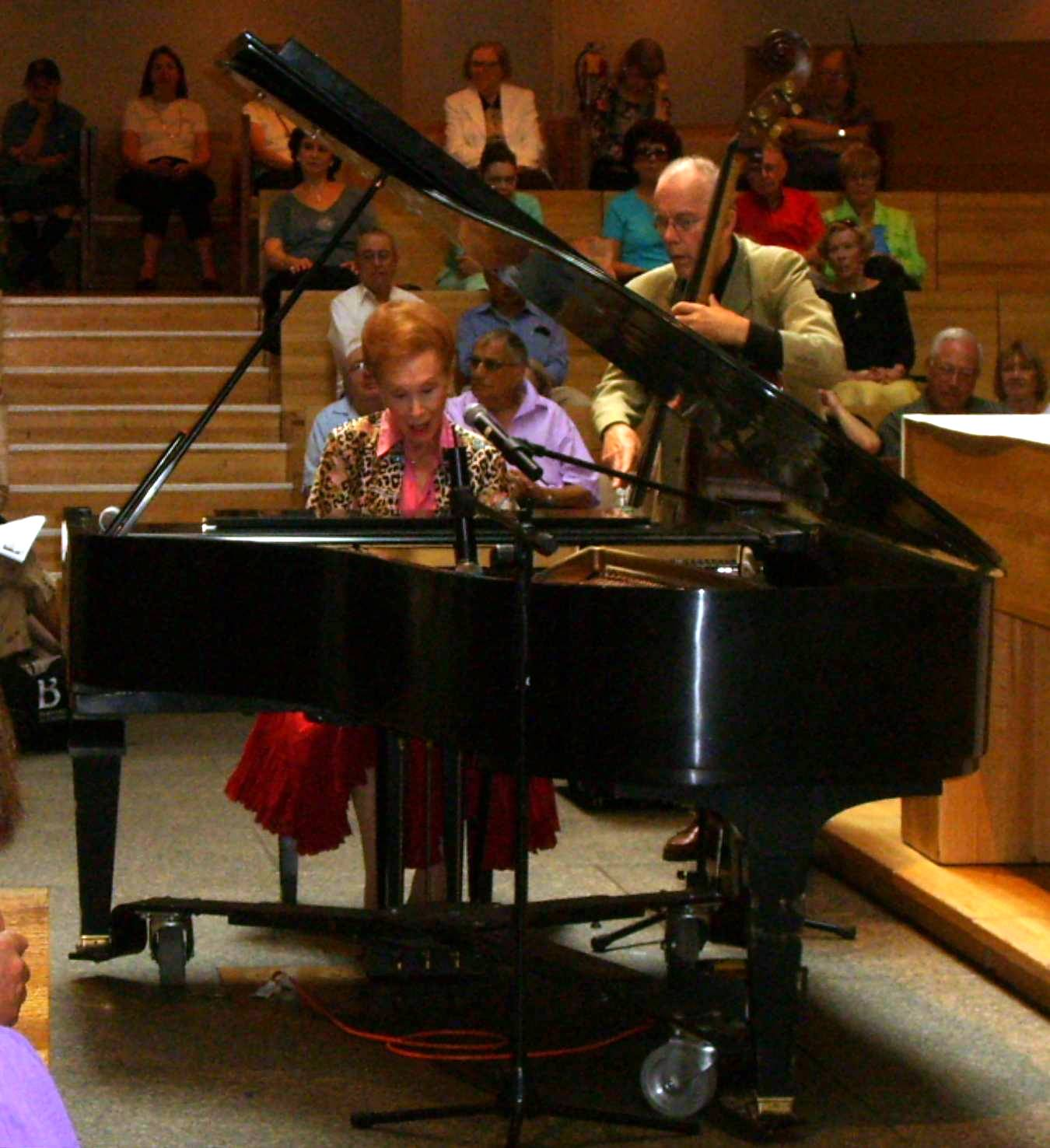
Barbara Carroll mit Bassist Jay Leonhart bei einer Jazzvesper in der St Peter’s Lutheran Church (2007)

Nachdem sie in einer Bop-Session mit ihrem Förderer Bud Powell bei einem Konzert im Royal Roost aufgetreten war, wurde sie auch in Bebop-Kreisen akzeptiert. 1949 war sie an Platteneinspielungen von Serge Chaloff und Eddie Shu beteiligt; ab 1950 folgten Aufnahmen unter eigenem Namen. 1952 nahm sie mit Sylvia Sims auf und begann ein Engagement im „Embers“, zunächst als Vorgruppe für Art Tatum. Dort wurde sie von Richard Rodgers und Oscar Hammerstein entdeckt, die sie als Pianistin für das Musical Me and Juliet besetzten (mit ihrer damaligen Trio-Begleitung Shulman und Herb Wasserman, Aufnahme bei RCA). Daneben hatte sie eine eigene Radioshow und war häufig in der Today Show beim Fernsehsender NBC, wo sie auch Billie Holiday (mit der sie schon in ihrer Zeit in den Clubs der 52. Street Ende der 1940er Jahre spielte) kurz vor ihrem Tod begleiten sollte. Ab 1957 nahm sie für Verve auf. Ende der 1950er Jahre nahmen die Engagements in Clubs ab, von denen viele in der durch den Siegeszugs des Rock ’n’ Roll veränderten Atmosphäre schlossen. Sie nahm zwar 1964 noch zwei Alben auf, zog sich dann aber vorläufig von der Szene zurück, um sich um ihre Tochter Suzanne zu kümmern. Erst ab 1972 trat sie wieder auf, begleitete in den 1970er Jahren die Country-Sängerin Rita Coolidge und machte Aufnahmen für United Artists (1977 mit Ron Carter und Steve Gadd) und Blue Note Records. 1979 trat sie als Solistin auf dem Newport Jazz Festival auf. Ab 1974 arbeitete sie im Duo mit Jay Leonhart. 1978 bis 2003 spielte sie regelmäßig und meist solo im Hotel Carlyle in New York, was sie in den 1980er Jahren durch Kabarett-Gesangseinlagen ergänzte. Dafür erhielt sie von der „Manhattan Association of Cabarets“ 1998 und 2003 einen Preis. 2003 erhielt sie den „Mary Lou Williams Jazz Award“. Am 30. Juni 2009 präsentierte sie sich zum zweiten Mal in Marian McPartlands Radiosendung Piano Jazz, wo sie 1979 bereits als zweiter Gast der Sendereihe eingeladen war. Bis Dezember 2016 trat sie regelmäßig samstagnachmittags mit Jay Leonhart im Birdland in Midtown Manhattan auf. Im Dezember 2016 erschien auch ihr letztes Album: Barbara Carroll Plays at Birdland.
1954 heiratete sie Joe Shulman, der aber bereits 1957 an einem Herzanfall während eines gemeinsamen Urlaubs starb. 1960 heiratete sie den Musikagenten Bert Block († 1986), mit dem sie eine Tochter hat. Seit 2011 war sie mit Mark Stroock verheiratet.
Mit ihren hellen, roten Haaren verkörperte sie eine bohemienhafte Eleganz und künstlerische Anmut. Als Verehrerin des Great American Songbook schien sie mit allen populären Standards vertraut zu sein, die je geschrieben wurden. Sie war eine bedeutende Interpretin der Werke von Cole Porter und des Teams von Cy Coleman und Carolyn Leigh. In ihren späteren Schaffenszeit widmete sie sich auch Liedern von Stephen Sondheim.

## Diskografische Hinweise
- Complete 1951-1956 Trio Recordings
- Old Friends (1989, mit Phil Bodner, Jay Leonhart, Grady Tate)
- Live at Birdland (2005, mit Jay Leonhart, Joe Cocuzzo)
- Barbara Carroll Plays at Birdland (2016, mit Jay Leonhart)